# ريد إمبري
ريد إمبري (بالإنجليزية: Red Embree)‏ هو لاعب كرة قاعدة أمريكي، ولد في 30 أغسطس 1917 في إل مونتي في الولايات المتحدة، وتوفي في 24 سبتمبر 1996 في يوجين في الولايات المتحدة.

## وصلات خارجية
- ريد إمبري على موقع دوري كرة القاعدة الرئيسي (الإنجليزية)
- ريد إمبري على موقعبيزبول رفرنس.كوم (الدوري الرئيسي) (الإنجليزية)
- ريد إمبري على موقعبيزبول رفرنس.كوم (الدوري الثانوي) (الإنجليزية)
- ريد إمبري على موقع إي إس بي إن.كوم (أم.أل.بي) (الإنجليزية)
- ريد إمبري على موقع مشجعي الرسوم البيانية (الإنجليزية)